# Skara Brae
Skara Brae, een nederzetting uit het Neolithicum (de jonge steentijd), is gelegen aan de westkust van het Schotse eiland Mainland (Orkney-eilanden). Dit goed geconserveerd prehistorisch dorp, dat lange tijd verborgen lag onder het zand, geeft een duidelijk beeld van het dagelijks leven in de steentijd.
Radiokoolstofdatering heeft uitgewezen dat de woningen dateren van 3100-2500 v.Chr.
Skara Brae behoort samen met Maes Howe, de Stones of Stenness en de Ring of Brodgar tot het Neolithische Hart van Orkney, dat sinds 1999 door UNESCO aan de Werelderfgoedlijst is toegevoegd.

## Ontdekking
Skara Brae was oorspronkelijk gebouwd aan de rand van een meertje. Door erosie is over de eeuwen heen het land tussen het meertje en de kust verdwenen, zodat de nederzetting nu direct aan de zee ligt. Tot in 1850 lag het dorp verborgen onder een heuvel bestaande uit aarde en gras genaamd Skerrabra (of Skeroo Brae) die de naam gaf aan het dorp. In de winter van 1850 verplaatste een winterstorm een groot deel van de aarde boven het dorp waardoor de contouren van enkele stenen gebouwen zichtbaar werden. Opgravingen werden kort hierop begonnen door William Watt, laird van Skaill. In 1865 waren vier stenen gebouwen volledig blootgelegd en een zeer rijke verzameling van artefacten werd tentoongesteld in Skaill House, de woonplaats van William Watt. In 1868 werden de opgravingen stilgelegd.
Tot in 1925 bleef de locatie onaangeroerd, totdat een zware storm het dorp onder water zette en zwaar beschadigde. De locatie werd hierop onder de hoede geplaatst van het Office of Works. Deze overheidsinstelling liet een zeedijk bouwen om de locatie te beschermen tegen toekomstige stormen.
De archeoloog Gordon Childe leidde tussen 1927 en 1930 de eerste professionele archeologische opgravingen. De reeds opgegraven gebouwen, die beschadigd waren tijdens de storm, werden hersteld en nieuwe gebouwen werden blootgelegd. Hierdoor werd voor het eerst de volledige omvang van de locatie bekend: tien stenen gebouwen, met elkaar verbonden door stenen gangen, vormden een dorp. Childe vermoedde dat de nederzetting dateerde van 500 v.Chr.
In 1972 werd opnieuw archeologisch onderzoek verricht op deze locatie, ditmaal onder de waterspiegel. Hierdoor vond men een aantal artefacten die anders zouden zijn vernietigd. Onder de vondsten bevonden zich onder andere een houten handvat en gevlochten heide, een van de weinige overgebleven voorbeelden van draad uit het Neolithicum. Tijdens deze opgravingen vond men ook meer en meer bewijzen dat Childes vermoeden verkeerd was en dat de nederzetting veel ouder was. Radiokoolstofdatering uitgevoerd op gevonden artefacten wees uit dat Skara Brae vanaf circa 3180 v.Chr werd bewoond gedurende ongeveer 600 jaar tot circa 2500 v.Chr.

## De bewoners

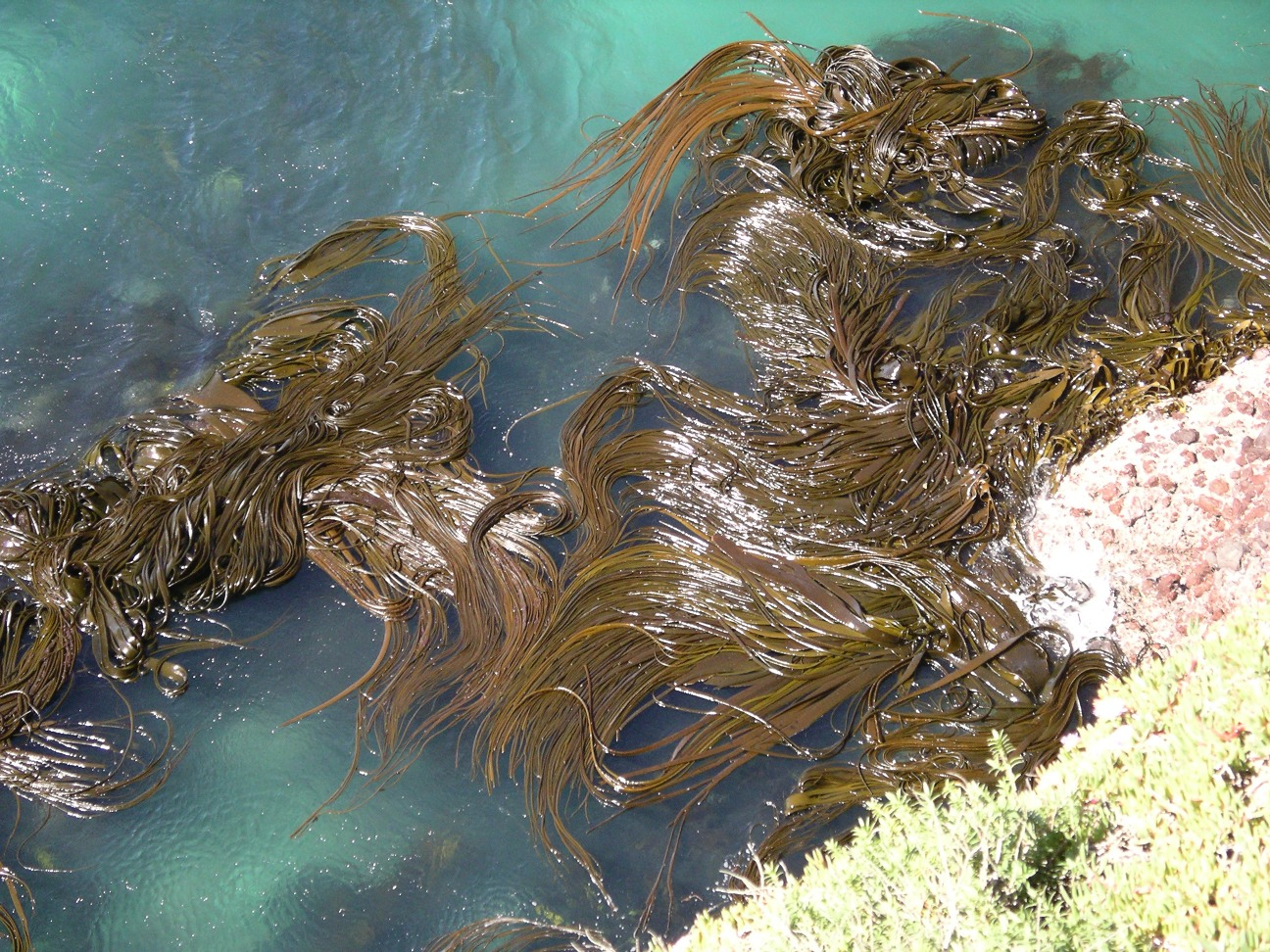
Gedroogd zeewier werd gebruikt als brandstof

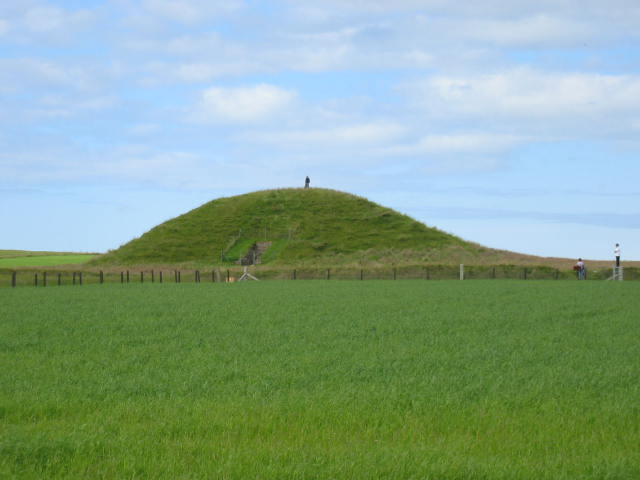
Maes Howe, een voorbeeld van een gekamerde tombe

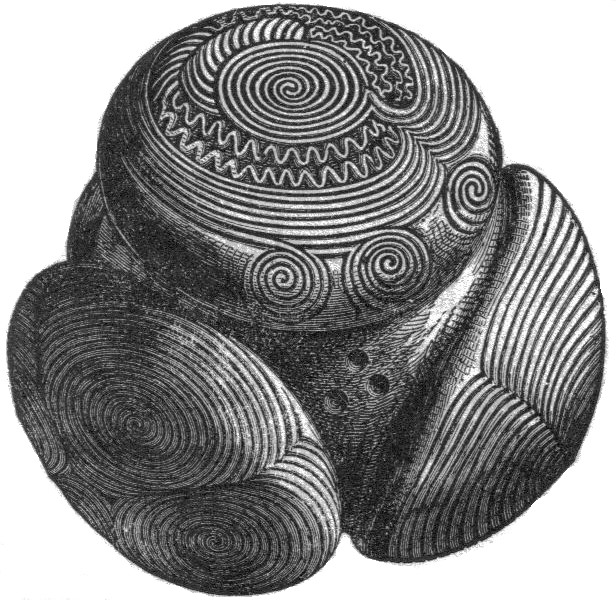
Een tekening van een gesneden stenen bal, gevonden in Towie, Aberdeenshire, daterend van 3200–2500 v.Chr.

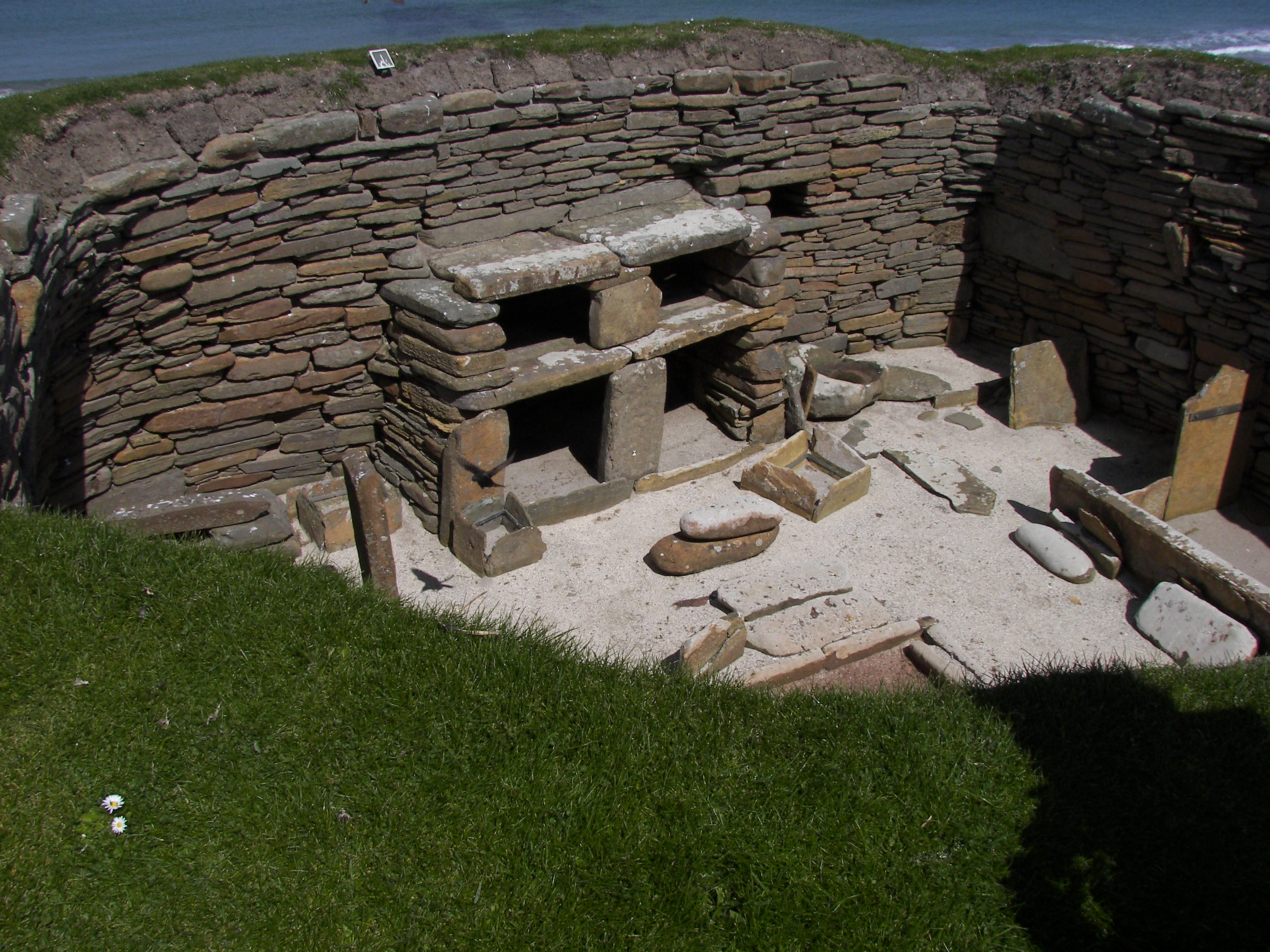
Stenen ladekast in huis 1

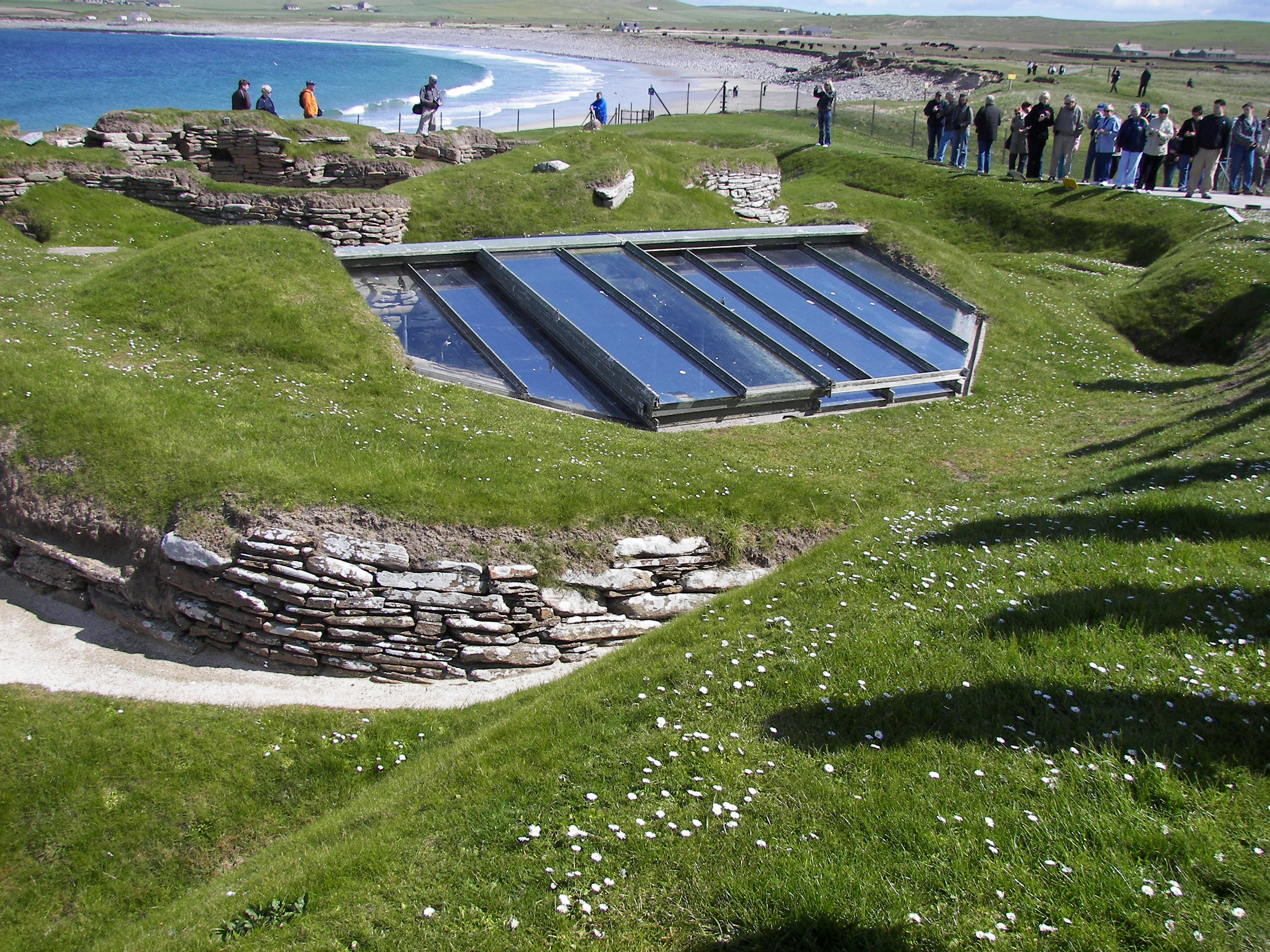
Huis 7 dat afgedekt is

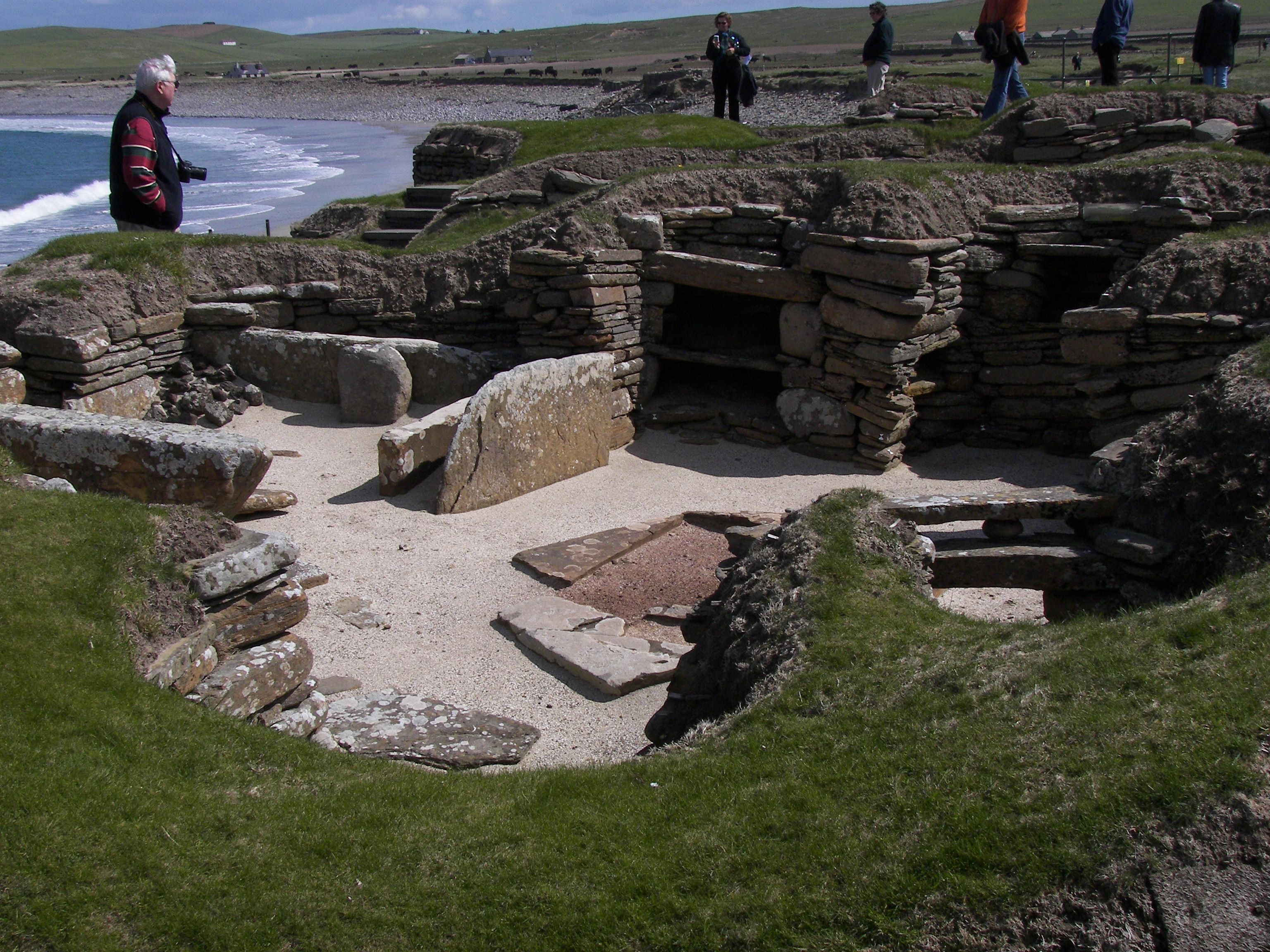
Huis 8

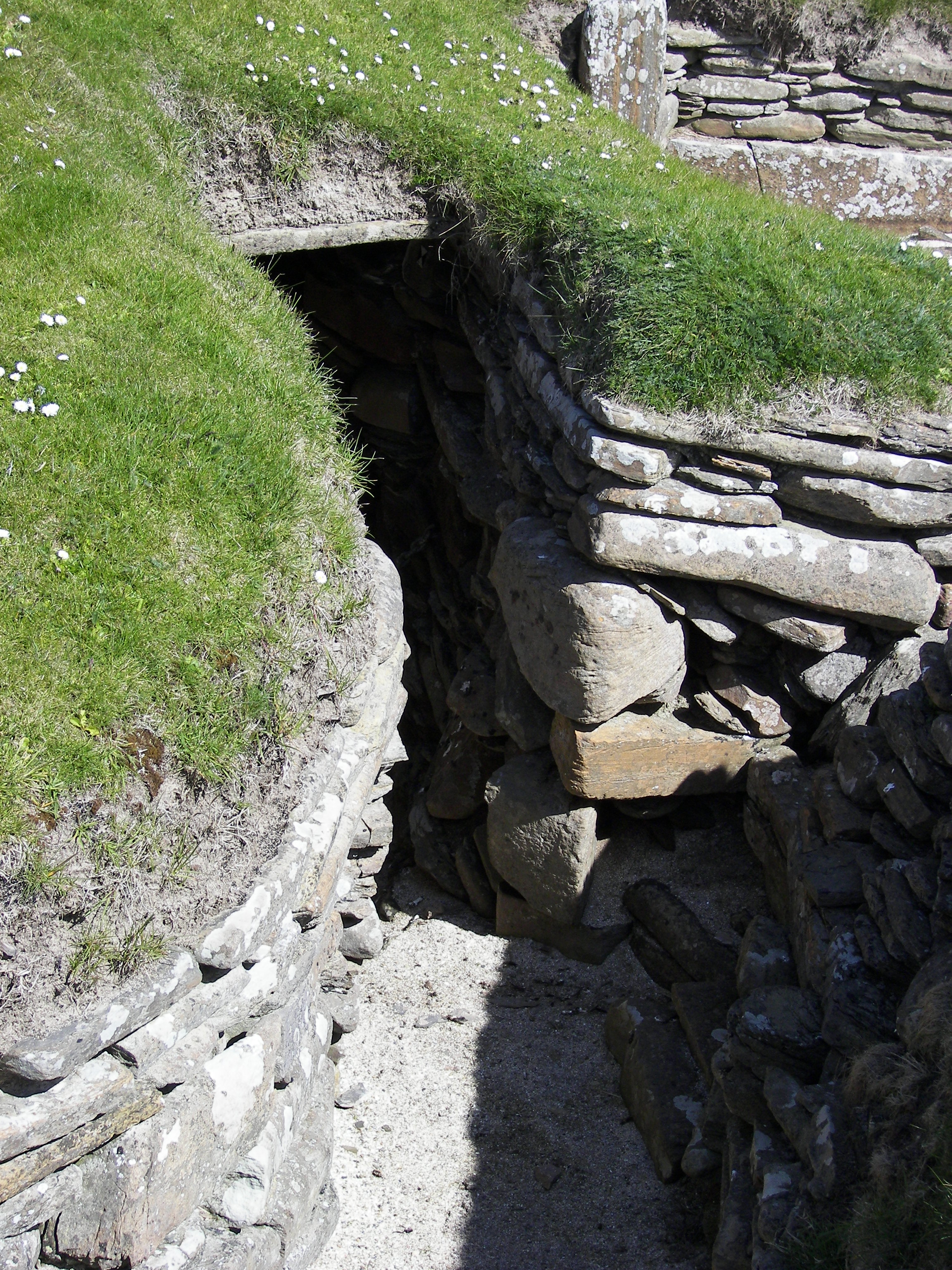
Steenpassage

De bewoners van Skara Brae maakten deel uit van de zogenaamde Grooved ware-cultuur, die ook verantwoordelijk is voor de bouw van bijvoorbeeld Stonehenge. Deze cultuur typeert zich door een distinctieve stijl van pottenbakken.
Er waren niet meer dan acht huizen tegelijkertijd in gebruik, wat neerkomt op 50 tot 100 bewoners van het dorp.
Childe vermoedde dat de bewoners turf als brandstof gebruikten. Dit lijkt echter onwaarschijnlijk aangezien de dikke veenlagen zich pas vormden nadat Skara Brae werd verlaten. Meer waarschijnlijk werd er gedroogde mest en vooral gedroogd zeewier gebruikt aangezien men grote hoeveelheden cramp, een soort glazig, slakachtig materiaal, heeft gevonden dat het overblijfsel is van verbrand zeewier. Het kan ook zijn dat drijfhout werd gebruikt als brandstof maar dat was waarschijnlijk te kostbaar door de schaarste aan bomen op de Orkney-eilanden.
Beenderen en zaden gevonden in de afvalhopen (middens) tonen aan dat de bewoners voornamelijk rundvlees en schapenvlees aten, samen met gerst en tarwe van de omliggende velden. De bewoners van Skara Brae deden aan landbouw en kweekten en fokten zelf hun vlees. Dit dieet werd aangevuld met gevangen vis en weekdieren. Deze vis, voornamelijk kabeljauw en koolvis, werd vers gehouden met behulp van bakken in de huizen. Grote hoeveelheden schalen van napslakken zijn ook gevonden in de afvalhopen. Deze werden waarschijnlijk alleen tijdens hongersnoden gegeten, maar werden voornamelijk gebruikt als visaas. De bewoners jaagden op herten en wilde varkens voor het vlees en de vacht, en verder op zeehonden, zeevogels en hun eieren. Gestrande walvissen waren een aangename aanvulling voor het dieet van de bewoners.
Van de vacht en de beenderen werden verschillende werktuigen gemaakt zoals kleren, messen, schoppen, kleine kommen, kralen, naalden, priemen en dissels. Opmerkelijk zijn de ivoren spelden die tot 25 centimeter lang konden zijn. Gelijksoortige spelden zijn ook gevonden in ganggraven in Brú na Bóinne. Dit bewijst dat er een link bestond tussen deze twee culturen. Van de heide rond de nederzetting maakten de bewoners van Skara Brae touwen.
In Skara Brae zijn ook restanten gevonden van gepolijst hematiet, waarschijnlijk gebruikt voor de afwerking van lederen kledij.

### Religie en rite
De gelijksoortige architectuur van gekamerde tombes, zoals bijvoorbeeld Maes Howe, bewijst dat rituelen een belangrijke rol speelden in het dagelijkse leven in Skara Brae. De moeite die de bewoners staken in de bouw van deze tombes en het feit dat de bewoners hun doden begroeven zijn aanwijzingen dat het hiernamaals belangrijk was voor de bewoners. Daardoor lijkt het waarschijnlijk dat de bewoners hun voorouders aanbaden.
Gebaseerd op de religie van latere bewoners die verschillende goden aanbaden kan worden aangenomen dat ook de bewoners van Skara Brae meerdere goden aanbaden. Als men aanneemt dat de steencirkels Ring of Brodgar en Stones of Stenness werden gebruikt voor astronomische doeleinden, en men weet dat de bewoners grote moeite staken in het plaatsen van hun gebouwen in functie van zonsopgang en zonsondergang, dan kan men besluiten dat de sterren, de zon en de maan een belangrijke rol speelden in hun religie.
Daarnaast zijn enkele gesneden stenen ballen gevonden in Skara Brae. Gelijksoortige voorwerpen zijn gevonden in Schotland en in Brú na Bóinne. Deze ballen hebben spiraalvormige versieringen en hebben opschriften die lijken op een soort van runen. Deze symbolen zijn ook gevonden ingekerfd in stenen in en rondom Skara Brae. Deze gesneden stenen ballen zijn gewoonlijk rond, hebben 3 of meerdere uitstekende knoppen en hebben de grootte van een hand. Vermoedelijk werden deze ballen gebruikt als een soort orakel. De manier waarop de bal tot rust kwam na het gooien kon worden geïnterpreteerd als een bericht of antwoord van de goden.
Er zijn ook restanten van rode oker gevonden waaruit men kan besluiten dat de bewoners van Skara Brae aan bodypainting deden.

## Gebouwen

### Bouwfasen
De eerste huizen waren vrijstaande gebouwen opgebouwd uit platte stenen, en bestonden uit één kamer met muren tot twee meter dik. In deze kamer stond centraal een haard waar tegenover bedden in de muur waren gebouwd. Rechts van de ingang waren de bedden groter dan links. Waarschijnlijk waren de bedden aan de rechterkant bestemd voor de mannen en de kleinere bedden aan de linkerkant voor de vrouwen. Recht tegenover de ingang van de woning stond een stenen ladekast. Door deze kast hier te plaatsen werd hij altijd verlicht ofwel door het vuur ofwel door het licht dat de woning toetrad door de deur. Als een bezoeker de woning binnentrad zag hij door deze indeling ook onmiddellijk de kast en kon de bezoeker de status van de bewoners afleiden uit de inhoud van de kast. De deur van elk gebouw bestond uit een grote platte steen die kon worden gesloten met behulp van een balk. In de huizen bevond zich ook een soort primitief toilet dat was aangesloten op een ondergronds rioolsysteem. De huizen van de eerste fase zijn grotendeels vernietigd door de daaropvolgende tweede fase.
De huizen uit de tweede fase waren groter en sloten beter op elkaar aan om zo meer beschutting te hebben. De vorm van de woningen werd meer rechthoekig met ronde hoeken. Een ander verschil is dat de zogenaamde 'bedden' in huizen van de tweede fase niet langer in de muur zijn gebouwd. Ook werd links van de ingang een muur geplaatst, opgebouwd uit platte stenen, om de mannenruimte te scheiden van de vrouwenruimte.
De huizen werden niet in de grond gebouwd maar in hopen van afval. Hierdoor werd de woning niet alleen gestabiliseerd, maar belangrijker nog, ook geïsoleerd. Omdat deze huizen werden gebouwd in afvalhopen, zal de buitenkant van het dorp sterk hebben geleken op een hoop aarde.
Aangezien niets van de dakstructuren is overgebleven moet aangenomen worden dat het dak heeft bestaan uit vergankelijk organisch materiaal. Waarschijnlijk werden drijfhout en balein gebruikt als ondersteuning van het dak. Als dakbedekking werden waarschijnlijk dierenhuiden, turf, gevlochten zeewier of stro gebruikt. Zeewier werd in het recent verleden op Orkney nog gebruikt als dakbedekking
Gemiddeld hadden de woningen een vloeroppervlak van 36 m² waardoor de woningen zeer ruim waren. Aangezien er weinig tot geen hout beschikbaar was op Orkney, werd al het meubilair van steen vervaardigd. De muren werden opgebouwd uit platte stenen. Voor de bedden werden platte stukken steen gebruikt met stro of heidematrassen en dekens van schapen- of hertenhuid.
In sommige huizen bevond zich tussen de haard en de ladekast een groot stenen blok dat waarschijnlijk als zetel diende.
De meeste huizen die opgegraven zijn hadden een woonfunctie. Huis 9 bijvoorbeeld is een vrijstaand huis uit de eerste fase, vergelijkbaar met huis 3 in de nederzetting Barnhouse, die enige kilometers naar het westen ligt.

### Huis 7
Huis 7 is het oudste en langstgebruikte gebouw van Skara Brae en verschilt op vele vlakken van de andere woningen. Ten eerste staat het los van de andere huizen en is enkel bereikbaar via een apart pad. Het is verder het enige huis dat op zand staat, terwijl de andere woningen allemaal op overblijfselen van vroegere structuren staan. Het is meer versierd dan de andere huizen. Ook zijn binnen in het huis, in een stenen graf onder de vloer, de lichamen gevonden van twee vrouwen. Daarenboven kan de deur van huis 7 alleen via de buitenkant worden geopend, waardoor het zou kunnen worden gebruikt om personen van de gemeenschap op te sluiten. Dit alles wijst op een rituele functie van het gebouw, vergelijkbaar met huis 2 in de Barnhouse-nederzetting.

### Huis 8
Huis 8, dat zich ten westen van de andere woningen in een open gebied bevindt, verschilt ook van de andere woningen. De huisplattegrond is eivormig, met een portiek bij de ingang. Waar in de andere huizen de bedden waren, waren hier holtes in de vloer. Een tussenruimte verving de ladekast. Huis 8 was ook uitgebreid verfraaid met gesneden patronen op de muur. Op de grond werd afval van de vervaardiging van gereedschap en kiezels gevonden. Dit zou er op kunnen wijzen dat het huis werd gebruikt als werkplaats voor de vervaardiging van gereedschap, zoals bijvoorbeeld stenen bijlen en naalden, net zoals huis 6 van de Barnhouse-nederzetting.

## Toegang tot Skara Brae
Een netwerk van lange, smalle steenpassages verbond alle huizen in Skara Brae. Deze gangen waren iets meer dan één meter hoog en waren bedekt met platte stenen, waarboven de afvalberg lag. Hierdoor kon men zich naar elk huis begeven zonder echt buiten te hoeven komen. De lage hoogte van de gangen zorgde ervoor dat er minder tocht was en had ook een defensief nut. Iedereen die de gangen gebruikte moest ofwel zich bukken of knielen.
Een centrale gang leidde het dorp in. Deze gang kon op verschillende plaatsen worden afgesloten met een platte steen.

## Einde van de nederzetting
Er zijn verschillende theorieën over het einde van de nederzetting.
De eerste theorie is dat rond 2500 v.Chr. het klimaat drastisch veranderde, het werd kouder en natter. Hierdoor werd het leven in Skara Brae veel moeilijker en trokken de bewoners weg.
Een andere theorie is die van Gordon Childe. Volgens hem werd Skara Brae getroffen door een zware storm en dreigde bedolven te worden onder zand, zodat de bewoners in allerijl moesten vluchten. Dit zou kunnen verklaren waarom er zo veel kostbare voorwerpen zijn gevonden, zoals juwelen gemaakt uit ivoor. Maar deze theorie lijkt onwaarschijnlijk aangezien Skara Brae geleidelijk werd begraven onder het zand.
De meest aannemelijke theorie vandaag is dat de neolithische samenleving drastisch veranderde. Uit de constructie van Maes Howe, de Stones of Stenness en de Ring of Brodgar kan men afleiden dat er een elite begon te regeren over de samenleving. Met deze ontwikkeling verdween de behoefte voor samenhangende dorpsgemeenschappen, aangezien de bewoners nu deel uitmaakten van een grotere en meer wijdverspreide gemeenschap. Hierdoor vertrokken meer en meer jongeren naar afzonderlijke woonplaatsen maar werden niet vervangen door andere inwoners. Diegenen die in Skara Brae bleven werden ouder en stierven uiteindelijk, waardoor Skara Brae verlaten werd.

## Beheer
Skara Brae wordt beheerd door Historic Scotland. Ter plaatse is er een bezoekerscentrum waar een aantal gevonden artefacten zijn tentoongesteld. Ook is een reconstructie gemaakt van huis 7 die ook van binnen vrij te bezichtigen is.

## Gelijksoortige sites in Orkney
Een gelijksoortige maar kleinere neolithische nederzetting is Rinyo op het eiland Rousay.
Een oudere gelijkwaardige neolithische nederzetting is Knap of Howar op het eiland Papa Westray. Deze nederzetting dateert van 3500-3100 v.Chr.
Er is ook een site die gelijkenissen vertoont met Skara Brae op het eiland Westray.